# Bananas
Bananas er en kortfilm instrueret af Kasper Dahl Aftenstjerne efter eget manuskript.

## Handling
Under en date fantaserer et par om hævn og tortur. Fantasien synes at blive til virkelighed.